# Passiflora sanctae-barbarae
Passiflora sanctae-barbarae är en passionsblomsväxtart som beskrevs av L.B. Holm-nielsen, P.M. Jørgensen. Passiflora sanctae-barbarae ingår i släktet passionsblommor, och familjen passionsblomsväxter. Inga underarter finns listade i Catalogue of Life.